# Косинов Олександр Павлович
Олекса́ндр Па́влович Косинов (* 28 липня 1936, Ставрополь — † 23 лютого 2005, Київ) — український режисер документального кіно. Лауреат Шевченківської премії (1973), заслужений діяч мистецтв УРСР (1976), відмінник кінематографії СРСР, кавалер ордену Дружби народів.

## Біографія
Народився Олександр Косинов 28 липня 1936 року в місті Ворошиловськ СРСР (нині Ставрополь, Російська Федерація) у родині військовослужбовця.
1957 року закінчив Харківський інститут радянської торгівлі. Згодом, 1964 року закінчив Всесоюзний державний інститут кінематографії (нині Всеросійський державний інститут кінематографії імені Сергія Герасимова) у Москві. Навчався в майстерні відомого радянського кінооператора й кінорежисера — Р. Л. Кармена.
Після закінчення інститут працював у Київській студії хронікально-документальних фільмів.
Помер Олександр Павлович Косинов у Києві 23 лютого 2005 року.

## Фільмографія
Зрежисував фільми:
- 1964 — «Перший взвод»
- 1966 — «Влас Чубар», співавтор
- 1967 — «9,95»
- 1967 — «Мужність», приз і диплом зонального огляду, Київ
- 1968 — «50 років Радянській Україні»
- 1970 — «Україна, земля і люди»
- 1972 — «Радянська Україна», співавтор сценарію, Державна премія України ім. Т. Г. Шевченка,
- 1974 — «Поема про Донецький край», співавтор
- 1975 — «Від з'їзду до з'їзду. Радянська Україна»
- 1975 — «Генерал Ватутін»
- 1977 — «Розум, честь та совість епохи», Диплом і перший приз XI Всесоюзного кінофестивалю, Єреван, 1978
- 1978 — «Дорогою батьків»
- 1980 — «Донецький край»
- 1980 — «Незабутні зустрічі»
- 1981 — «Слово про п'ятирічку»
- 1981 — «Мир і творення», співавтор сценарію
- 1982 — «Улюблений Київ»
- 1982 — «Київ—1500»
- 1982 — «Дев'ять хвилин наодинці з Києвом»
- 1983 — «На Вкраїні милій»
- 1983 — «Донбас: немає землі прекраснішої, натхненнішої»
- 1984 — «Мамо, мамо, чому мені так жарко?…», премія у Тампере, Фінляндія і Лейпцизі, Німеччина
- 1984 — «Ханой. Вулиці Фасія»
- 1984 — «Зірка братерства», премія фестивалю в Хошиміні, В'єтнам
- 1985 — «Птахи летять наді мною», премія ЮНЕСКО
- 1986 — «Чорнобиль. Хліб на розломі»
- 1987 — «Кубинський монтаж»
- 1987 — «Зірка Сібеліуса»
- 1987 — «Кому дякувати — скажіть мені…»,
- 1989 — «В армію йду служити», срібна медаль ім. О. Довженка
- 1990 — «Переміна місць, мінливість щастя: Шолом Алейхем»
- 1992 — «Перший малюнок до „Кобзаря“»
- 1992 — «Останній день і ніч Шевченка»
- 1995 — «Степан Бандера. Дитинство», співавтор
- 1995 — «Зіновій Красівський… Я перестав бачити кольорові сни…», співавтор
- 1996 — «Земля полковника», співавтор.

## Нагороди і премії
- Державна премія УРСР імені Т. Г. Шевченко (1973) — за документальний фільм «Радянська Україна» (1972)
- Заслужений діяч мистецтв УРСР (1976)
- Орден Дружби народів
- Срібна медаль імені О. Довженко (1989) — за фільм «В армію іду служить» (рос. В армию иду служить)
- нагороджений Почесною грамотою ВР України та Азербайджану